# Coquito (texto)
Coquito es un libro de texto y silabario escolar para educación primaria que desarrolla un método de aprendizaje de lectura y escritura, creado en el año 1955 por el docente peruano Everardo Zapata Santillana.
Coquito llegó a vender hasta 720 000 ejemplares al año, distribuyéndose por varios países de Hispanoamérica y del cual se han hecho 52 ediciones. El libro de texto sigue teniendo presencia en quince países, además de Perú, entre los que se encuentran Argentina, Bolivia, Chile, Colombia, España, Paraguay, México, Uruguay y Venezuela.

## Historia
En 1948 el profesor Zapata fue enviado por el gobierno de José Luis Bustamante y Rivero para crear en el distrito de Punta de Bombón (Arequipa) una escuela, la N.º 9638, en donde observó que los métodos de enseñanza de lectura que entonces se empleaban no resultaban adecuados, siguiendo los modelos estadounidenses o franceses, con los cuales él consideraba que la enseñanza se hacía complicada. Fue así como dedicó siete años al diseño de su propio método de lectura, el cual publicó en 1955 bajo el nombre de "Coquito". Esta primera edición tuvo una tirada de 5 000 ejemplares que se agotaron rápidamente. Como anécdota, el propio autor expresó en una entrevista cómo fue que se inspiró para darle un nombre a su obra:

«Una noche soñé que yo tenía un hijo y se llamaba Coquito, cuando desperté agarré el libro y lo bauticé en el lavador de mi cuarto».
Everardo Zapata Santillana.

En 2025, el gobierno peruano, a través del Ministerio de Cultura, declaró la primera edición de 1955 como Patrimonio Cultural de la Nación.